# Pedro II Pitões

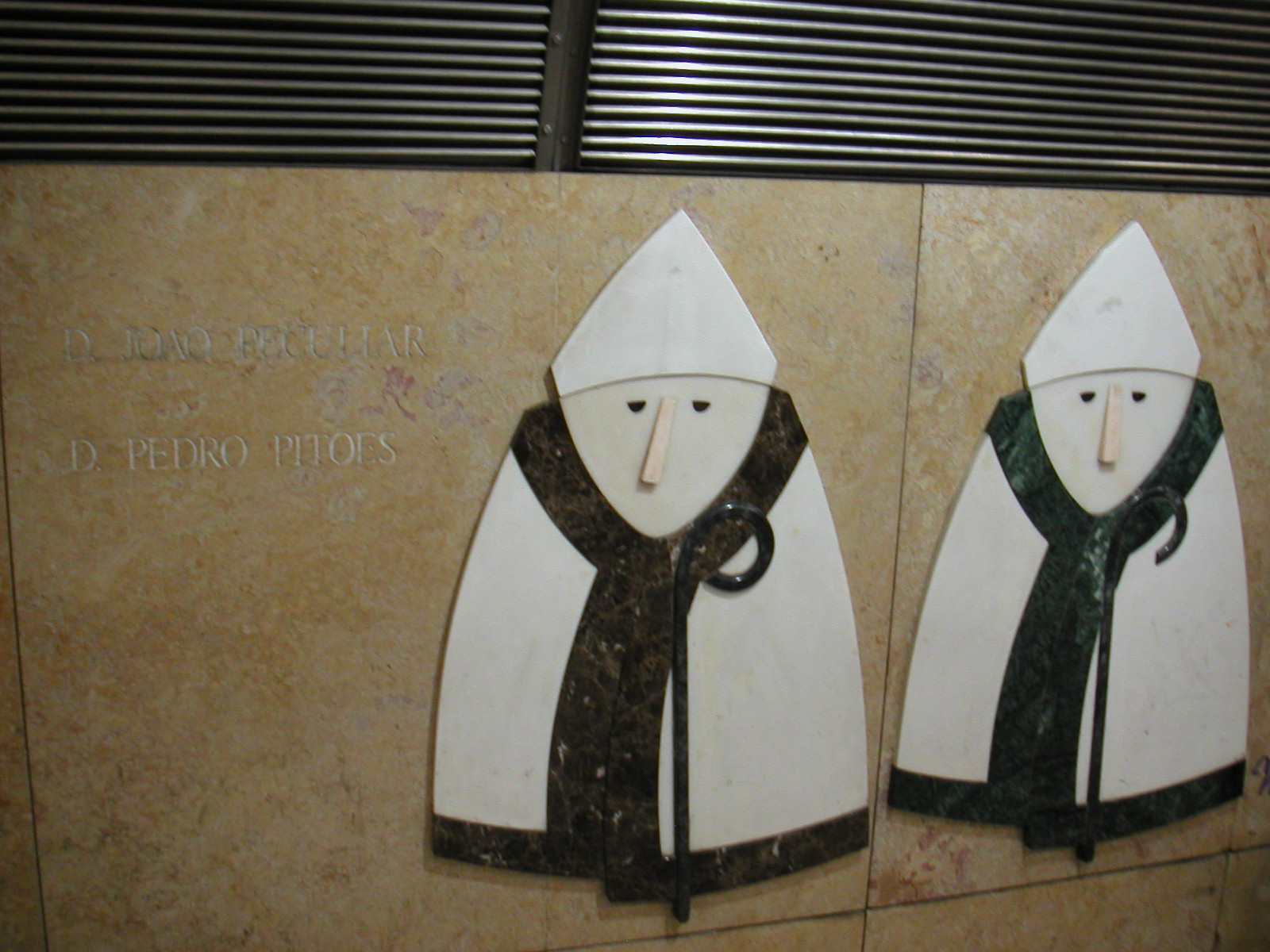
Baixo relevo de D. João Peculiar e D. Pedro Pitões, em Lisboa (Metro Martim Moniz).

Pedro II Pitões (m. 1152) foi um bispo do Porto eleito em 1145, famoso por seu papel na Reconquista.
Em 1147, Pedro Pitões foi encarregado pelo rei D. Afonso Henriques de receber uma frota de cruzados do norte da Europa que tomavam parte da Segunda Cruzada. No Porto, D. Pedro fez um discurso aos cruzados para convencê-los a ajudar os portugueses a conquistar Lisboa. O discurso do bispo aos cruzados aparece transcrito em De expugnatione Lyxbonensi, manuscrito redigido por um cruzado anglo-normando presente entre os ouvintes.
Do Porto, D. Pedro acompanhou os cruzados até os arredores de Lisboa, onde se encontraram com o rei português. Ali, depois de algumas tentativas diplomáticas, os cruzados aceitaram prestar ajuda na conquista da cidade.